# UGC 12158
UGC 12158 أو PGC 69533 هي مجرة حلزونية ضلعية في كوكبة الفرس الأعظم تبعد حوالي 384,000,000 سنة ضوئية. ويمتد القرص الحلزوني الضيق عبر المجرة لحوالي 140,000 سنة ضوئية حيث يبلغ نطاق مسافتة شمسية المركز حوالي 36.9 الف فرسخ فلكي لكل دقيقة قوسية. وكثيرا ما يذكر أنها تشبه درب التبانة في المظهر بسبب ميل القرص حيث يكون عمودي تقريبا على خط الأفق.

## مستعر اعظم 2004
في 15 ديسمبر 2003 تم تسجيل مستعر أعظم نوع 1أ، على أحد الأذرع الحلزونية بالقرب من المركز وتم تسجيله على أنه في عام 2004(نجم أزرق ضمن UGC 12158 في صندوق النجوم في تليسكوب هابل) وصلت إلى 17.5 فولت في 4 سبتمبر 2004 قبل أن تتلاشى. تم الحصول على أطياف بصرية في 7 سبتمبر 2014 تؤكد تصنيفه من النوع الأول. لم يتم العثور على نجم سلفي على صور المسح السابقة.

## وصلات خارجية
- UGC 12158 على موقع ويكي سكاي: DSS2, SDSS, GALEX, IRAS, Hydrogen α, X-Ray, Astrophoto, Sky Map, Articles and images